# Reflexo de Cushing
O Reflexo de Cushing, caracterizada por um aumento reflexo da pressão arterial, por bradicardia e por alterações do ritmo respiratório na vigência do critério de traumatismo craniano (HIC), é fenômeno inconstante e parece relacionar-se com a gravidade do traumatismo craniano. Ela surge em fases avançadas da descompensação da hipertensão e constitui uma situação muito grave, com evolução para a morte, a não ser que a PIC seja rapidamente reduzida com medidas terapêuticas apropriadas. Este fenômeno é atribuído a um aumento da resistência vascular sistêmica e a um aumento do débito cardíaco causados por influxos autonômicos provenientes do tronco cerebral isquemiado ou comprimido, ou causados pela liberação de substâncias simpaticomiméticas a partir de centros vasopressores do tronco cerebral.